# 苯酚钾
苯酚钾是苯酚的钾盐，化学式为KOC6H5。该化合物的共轭酸是苯酚。

## 制备
苯酚钾可由金属钾、氢化钾或氢氧化钾和苯酚反应得到：
2 C6H5OH + 2 K → 2 C6H5OK + H2↑
由于苯酚钾对水敏感，因此以氢氧化钾为起始原料时，需要加入一定量的有机溶剂，与水形成共沸物而除去。